# Svetli Potok
Svetli Potok je naselje v Občini Kočevje brez stalnih prebivalcev.